# Clément Roussier
Pour les articles homonymes, voir Roussier.
Clément Roussier est un acteur, réalisateur et scénariste français, né en 1984.

## Filmographie

### Acteur

#### Cinéma
- 2006 : Au banquet des loups... de Charles Redon (court métrage) : le journaliste (voix)
- 2008 : Rodéo de Clara et Laura Laperrousaz : lui
- 2009 : Le Bel âge de Laurent Perreau : Thomas
- 2013 : Au bout du conte d'Agnès Jaoui : Julien
- 2015 : Shadow Moses d'Anton Bialas (court métrage) : Kasper
- 2017 : Soleil battant de Clara et Laura Laperrousaz : Gabriel
- 2021 : Le Soleil de trop près de Brieuc Carnaille : Basile
- 2024 : La Passion selon Béatrice de Fabrice du Welz : lui-même

#### Télévision
- 2010 : Ce jour-là, tout a changé, épisode L'Appel du 18 juin de Félix Olivier (série télévisée) : lieutenant Geoffroy Chodron de Courcel
- 2011 : Une vie française de Jean-Pierre Sinapi (téléfilm) : Pierre Victor
- 2012-2015 : Ainsi soient-ils (série télévisée) : Raphaël Chanseaulme
- 2014 : Soldat blanc d'Érick Zonca (téléfilm) : le lieutenant Delappe

### Scénariste
- 2017 : Sparring de Samuel Jouy, coécrit avec le réalisateur et Jérémie Guez
- 2020 : À l'entrée de la nuit d'Anton Bialas (court métrage), coécrit avec le réalisateur
- 2021 : Le Soleil de trop près de Brieuc Carnaille, coécrit avec le réalisateur
- 2024 : La Passion selon Béatrice de Fabrice du Welz, coécrit avec le réalisateur

### Réalisateur
- 2023 : Dans le silence et dans le bruit (moyen métrage)

## Récompenses
- 2023 : FIDMarseille : Grand Prix de la Compétition française pour Dans le silence et dans le bruit.